# Football Club København 2006-2007
Questa voce raccoglie le informazioni riguardanti il Football Club København nelle competizioni ufficiali della stagione 2006-2007.

## Rosa
| N. |                      | Ruolo | Calciatore          |
| -- | -------------------- | ----- | ------------------- |
| 1  | Danimarca (bandiera) | P     | Jesper Christiansen |
| 2  | Danimarca (bandiera) | D     | Lars Jacobsen       |
| 3  | Danimarca (bandiera) | D     | Niclas Jensen       |
| 4  | Danimarca (bandiera) | C     | Hjalte Nørregaard   |
| 5  | Norvegia (bandiera)  | D     | Brede Hangeland     |
| 6  | Svezia (bandiera)    | C     | Tobias Linderoth    |
| 7  | Brasile (bandiera)   | C     | Aílton              |
| 7  | Brasile (bandiera)   | A     | Álvaro Santos       |
| 8  | Danimarca (bandiera) | C     | Michael Silberbauer |
| 9  | Svezia (bandiera)    | A     | Fredrik Berglund    |
| 10 | Danimarca (bandiera) | C     | Jesper Grønkjær     |
| 11 | Svezia (bandiera)    | A     | Marcus Allbäck      |
| 13 | Canada (bandiera)    | C     | Atiba Hutchinson    |
| 14 | Danimarca (bandiera) | D     | Michael Gravgaard   |
| 15 | Norvegia (bandiera)  | D     | André Bergdølmo     |
| 16 | Danimarca (bandiera) | D     | Dan Thomassen       |

| N. |                      | Ruolo | Calciatore        |
| -- | -------------------- | ----- | ----------------- |
| 17 | Svezia (bandiera)    | D     | Oscar Wendt       |
| 20 | Ghana (bandiera)     | A     | Razak Pimpong     |
| 21 | Danimarca (bandiera) | P     | Thomas Villadsen  |
| 22 | Danimarca (bandiera) | C     | Morten Bertolt    |
| 23 | Danimarca (bandiera) | C     | William Kvist     |
| 24 | Danimarca (bandiera) | C     | Jeppe Brandrup    |
| 25 | Danimarca (bandiera) | C     | Jacob Neestrup    |
| 25 | Danimarca (bandiera) | D     | Jamil Fearrington |
| 26 | Danimarca (bandiera) | D     | Nikolaj Hansen    |
| 27 | Danimarca (bandiera) | A     | Martin Bernburg   |
| 28 | Danimarca (bandiera) | C     | Martin Bergvold   |
| 29 | Danimarca (bandiera) | A     | Lasse Qvist       |
| 30 | Danimarca (bandiera) | C     | Mads Laudrup      |
| 31 | Danimarca (bandiera) | P     | Benny Gall        |
| 41 | Australia (bandiera) | P     | Nathan Coe        |

## Risultati

### Campionato
| Horsens 19 luglio 2006, ore 19:00 UTC+1 1ª giornata | Horsens   | 0 – 1 referto | Copenaghen | CASA Arena Horsens (5.149 spett.) |
| \| \| \| \| \| \| Marcatori \| 10’ Santos \|        |           |               |            |                                   |
|                                                     |           |               |            |                                   |
|                                                     | Marcatori | 10’ Santos    |            |                                   |

| Silkeborg 22 luglio 2006, ore 17:00 UTC+1 2ª giornata                                                   | Silkeborg | 1 – 4 referto                                           | Copenaghen | Silkeborg Stadion (4.132 spett.) |
| \| \| \| \| \| Sveinsson 67’ \| Marcatori \| 21’ (aut.) Olsen 39’ Allbäck 53’ Silberbauer 90’ Santos \| |           |                                                         |            |                                  |
| |           |                                                         |            |                                  |
| Sveinsson 67’                                                                                           | Marcatori | 21’ (aut.) Olsen 39’ Allbäck 53’ Silberbauer 90’ Santos |            |                                  |

| Copenaghen 26 novembre 2006, ore 15:00 UTC+1 3ª giornata            | Copenaghen | 2 – 1 referto | Randers | Parken Stadium (23.512 spett.) |
| \| \| \| \| \| Allbäck 17’ Berglund 35’ \| Marcatori \| 59’ Sane \| |            |               |         |                                |
|                                                                     |            |               |         |                                |
| Allbäck 17’ Berglund 35’                                            | Marcatori  | 59’ Sane      |         |                                |

| Viborg 5 agosto 2006, ore 17:00 UTC+1 4ª giornata                                            | Viborg    | 1 – 3 referto                             | Copenaghen | Viborg Stadion (5.102 spett.) |
| \| \| \| \| \| Højer 67’ (rig.) \| Marcatori \| 28’ Berglund 39’ Grønkjær 62’ Silberbauer \| |           |                                           |            |                               |
|                                                                                              |           |                                           |            |                               |
| Højer 67’ (rig.)                                                                             | Marcatori | 28’ Berglund 39’ Grønkjær 62’ Silberbauer |            |                               |

| Copenaghen 13 agosto 2006, ore 18:00 UTC+1 5ª giornata    | Copenaghen | 1 – 1 referto | Odense | Parken Stadium (16.232 spett.) |
| \| \| \| \| \| Gravgaard 83’ \| Marcatori \| 32’ Grahn \| |            |               |        |                                |
|                                                           |            |               |        |                                |
| Gravgaard 83’                                             | Marcatori  | 32’ Grahn     |        |                                |

| Vejle 19 agosto 2006, ore 17:00 UTC+1 6ª giornata                      | Vejle     | 0 – 4 referto                        | Copenaghen | Vejle Stadion (5.403 spett.) |
| \| \| \| \| \| \| Marcatori \| 22’, 66’ Linderoth 55’, 58’ Berglund \| |           |                                      |            |                              |
|                                                                        |           |                                      |            |                              |
|                                                                        | Marcatori | 22’, 66’ Linderoth 55’, 58’ Berglund |            |                              |

| Copenaghen 27 agosto 2006, ore 18:00 UTC+1 7ª giornata      | Copenaghen | 0 – 2 referto             | Aalborg | Parken Stadium (20.011 spett.) |
| \| \| \| \| \| \| Marcatori \| 10’ Nomvethe 22’ Jakobsen \| |            |                           |         |                                |
|                                                             |            |                           |         |                                |
|                                                             | Marcatori  | 10’ Nomvethe 22’ Jakobsen |         |                                |

| Esbjerg 9 settembre 2006, ore 17:00 UTC+1 8ª giornata                      | Esbjerg   | 2 – 2 referto               | Copenaghen | Blue Water Arena (9.836 spett.) |
| \| \| \| \| \| Bech 6’, 35’ \| Marcatori \| 17’ Allbäck 34’ Silberbauer \| |           |                             |            |                                 |
|                                                                            |           |                             |            |                                 |
| Bech 6’, 35’                                                               | Marcatori | 17’ Allbäck 34’ Silberbauer |            |                                 |

| Copenaghen 17 settembre 2006, ore 15:00 UTC+1 9ª giornata | Copenaghen | 1 – 0 referto | Nordsjælland | Parken Stadium (20.431 spett.) |
| \| \| \| \| \| Bergdølmo 75’ (rig.) \| Marcatori \| \|    |            |               |              |                                |
|                                                           |            |               |              |                                |
| Bergdølmo 75’ (rig.)                                      | Marcatori  |               |              |                                |

| Copenaghen 23 settembre 2006, ore 17:00 UTC+1 10ª giornata               | Copenaghen | 2 – 1 referto | Midtjylland | Parken Stadium (17.105 spett.) |
| \| \| \| \| \| Allbäck 17’ Thomassen 30’ \| Marcatori \| 43’ Sørensen \| |            |               |             |                                |
|                                                                          |            |               |             |                                |
| Allbäck 17’ Thomassen 30’                                                | Marcatori  | 43’ Sørensen  |             |                                |

| Copenaghen 1º ottobre 2006, ore 18:00 UTC+1 11ª giornata | Copenaghen | 1 – 0 referto | Brøndby | Parken Stadium (40.463 spett.) |
| \| \| \| \| \| Berglund 50’ \| Marcatori \| \|           |            |               |         |                                |
|                                                          |            |               |         |                                |
| Berglund 50’                                             | Marcatori  |               |         |                                |

| Randers 14 ottobre 2006, ore 17:00 UTC+1 12ª giornata       | Randers   | 0 – 2 referto             | Copenaghen | Essex Park Randers (8.814 spett.) |
| \| \| \| \| \| \| Marcatori \| Gravgaard 2’ Berglund 13’ \| |           |                           |            |                                   |
|                                                             |           |                           |            |                                   |
|                                                             | Marcatori | Gravgaard 2’ Berglund 13’ |            |                                   |

| Copenaghen 22 ottobre 2006, ore 18:00 UTC+1 13ª giornata             | Copenaghen | 3 – 0 referto | Viborg | Parken Stadium (18.109 spett.) |
| \| \| \| \| \| Gravgaard 8’ Allbäck 45’ Kvist 52’ \| Marcatori \| \| |            |               |        |                                |
|                                                                      |            |               |        |                                |
| Gravgaard 8’ Allbäck 45’ Kvist 52’                                   | Marcatori  |               |        |                                |

| Odense 25 ottobre 2006, ore 20:00 UTC+1 14ª giornata | Odense | 0 – 0 referto | Copenaghen | Fionia Park (10.672 spett.) |

| Copenaghen 29 ottobre 2006, ore 18:00 UTC+1 15ª giornata         | Copenaghen | 3 – 0 referto | Vejle | Parken Stadium (24.306 spett.) |
| \| \| \| \| \| Berglund 14’ Bergvold 51’, 57’ \| Marcatori \| \| |            |               |       |                                |
|                                                                  |            |               |       |                                |
| Berglund 14’ Bergvold 51’, 57’                                   | Marcatori  |               |       |                                |

| Copenaghen 5 novembre 2006, ore 18:00 UTC+1 16ª giornata                       | Copenaghen | 3 – 1 referto  | Brøndby | Parken Stadium (35.326 spett.) |
| \| \| \| \| \| Allbäck 27’, 64’ Bergvold 71’ \| Marcatori \| 74’ Kildentoft \| |            |                |         |                                |
|                                                                                |            |                |         |                                |
| Allbäck 27’, 64’ Bergvold 71’                                                  | Marcatori  | 74’ Kildentoft |         |                                |

| Aalborg 12 novembre 2006, ore 18:00 UTC+1 17ª giornata | Aalborg   | 0 – 1 referto   | Copenaghen | Energi Nord Arena (11.671 spett.) |
| \| \| \| \| \| \| Marcatori \| 16’ Silberbauer \|      |           |                 |            |                                   |
|                                                        |           |                 |            |                                   |
|                                                        | Marcatori | 16’ Silberbauer |            |                                   |

| Copenaghen 18 novembre 2006, ore 17:00 UTC+1 18ª giornata                        | Copenaghen | 2 – 2 referto       | Midtjylland | Parken Stadium (25.404 spett.) |
| \| \| \| \| \| Hutchinson 43’ Allbäck 66’ \| Marcatori \| 77’ (rig.) Sørensen \| |            |                     |             |                                |
|                                                                                  |            |                     |             |                                |
| Hutchinson 43’ Allbäck 66’                                                       | Marcatori  | 77’ (rig.) Sørensen |             |                                |

| Esbjerg 11 marzo 2007, ore 15:00 UTC+1 19ª giornata | Esbjerg | 0 – 0 referto | Copenaghen | Blue Water Arena (13.487 spett.) |

| Copenaghen 18 marzo 2007, ore 15:00 UTC+1 20ª giornata         | Copenaghen | 1 – 1 referto  | Nordsjælland | Parken Stadium (21.535 spett.) |
| \| \| \| \| \| Hutchinson 8’ \| Marcatori \| 78’ Kristensen \| |            |                |              |                                |
|                                                                |            |                |              |                                |
| Hutchinson 8’                                                  | Marcatori  | 78’ Kristensen |              |                                |

| Horsens 31 marzo 2007, ore 17:00 UTC+1 21ª giornata                           | Horsens   | 1 – 3 referto                   | Copenaghen | CASA Arena Horsens (5.498 spett.) |
| \| \| \| \| \| Akonnor 23’ \| Marcatori \| 6’, 85’ Grønkjær 46’ Nørregaard \| |           |                                 |            |                                   |
|                                                                               |           |                                 |            |                                   |
| Akonnor 23’                                                                   | Marcatori | 6’, 85’ Grønkjær 46’ Nørregaard |            |                                   |

| Copenaghen 5 aprile 2007, ore 18:00 UTC+1 22ª giornata                                         | Copenaghen | 3 – 1 referto | Silkeborg | Parken Stadium (18.370 spett.) |
| \| \| \| \| \| Grønkjær 60’ (rig.) Silberbauer 69’ Hutchinson 71’ \| Marcatori \| 25’ Askou \| |            |               |           |                                |
|                                                                                                |            |               |           |                                |
| Grønkjær 60’ (rig.) Silberbauer 69’ Hutchinson 71’                                             | Marcatori  | 25’ Askou     |           |                                |

| Herning 9 aprile 2007, ore 18:00 UTC+1 23ª giornata                                               | Midtjylland | 1 – 4 referto                                         | Copenaghen | MCH Multiarena (11.488 spett.) |
| \| \| \| \| \| Olsen 90’ \| Marcatori \| 15’, 40’ Silberbauer 73’ Hutchinson 79’ (aut.) Troest \| |             |                                                       |            |                                |
|                                                                                                   |             |                                                       |            |                                |
| Olsen 90’                                                                                         | Marcatori   | 15’, 40’ Silberbauer 73’ Hutchinson 79’ (aut.) Troest |            |                                |

| Copenaghen 15 aprile 2007, ore 18:00 UTC+1 24ª giornata                                                                  | Copenaghen | 4 – 2 referto                    | Odense | Parken Stadium (26.320 spett.) |
| \| \| \| \| \| Aílton 10’ Silberbauer 25’, 56’ Nørregaard 28’ (rig.) \| Marcatori \| 34’ (aut.) Gravgaard 35’ Bechara \| |            |                                  |        |                                |
| |            |                                  |        |                                |
| Aílton 10’ Silberbauer 25’, 56’ Nørregaard 28’ (rig.)                                                                    | Marcatori  | 34’ (aut.) Gravgaard 35’ Bechara |        |                                |

| Farum 18 aprile 2007, ore 20:00 UTC+1 25ª giornata | Nordsjælland | 0 – 1 referto | Copenaghen | Farum Park (8.091 spett.) |
| \| \| \| \| \| \| Marcatori \| 51’ Grønkjær \|     |              |               |            |                           |
|                                                    |              |               |            |                           |
|                                                    | Marcatori    | 51’ Grønkjær  |            |                           |

| Copenaghen 22 aprile 2007, ore 18:00 UTC+1 26ª giornata                                 | Copenaghen | 3 – 1 referto | Horsens | Parken Stadium (22.056 spett.) |
| \| \| \| \| \| Nørregaard 14’ (rig.) Aílton 53’ Kvist 90’ \| Marcatori \| 46’ Hansen \| |            |               |         |                                |
|                                                                                         |            |               |         |                                |
| Nørregaard 14’ (rig.) Aílton 53’ Kvist 90’                                              | Marcatori  | 46’ Hansen    |         |                                |

| Silkeborg 29 aprile 2007, ore 15:00 UTC+1 27ª giornata | Silkeborg | 0 – 1 referto | Copenaghen | Silkeborg Stadion (4.440 spett.) |
| \| \| \| \| \| \| Marcatori \| 14’ Allbäck \|          |           |               |            |                                  |
|                                                        |           |               |            |                                  |
|                                                        | Marcatori | 14’ Allbäck   |            |                                  |

| Copenaghen 5 maggio 2007, ore 17:00 UTC+1 28ª giornata              | Copenaghen | 1 – 2 referto       | Aalborg | Parken Stadium (32.656 spett.) |
| \| \| \| \| \| Linderoth 17’ \| Marcatori \| 60’ Curth 62’ Prica \| |            |                     |         |                                |
|                                                                     |            |                     |         |                                |
| Linderoth 17’                                                       | Marcatori  | 60’ Curth 62’ Prica |         |                                |

| Brøndby 9 maggio 2007, ore 20:00 UTC+1 29ª giornata | Brøndby   | 3 – 1 referto | Copenaghen | Brøndby Stadion (25.083 spett.) |
| \| \| \| \| \| \| Marcatori \| 33’ Allbäck \|       |           |               |            |                                 |
|                                                     |           |               |            |                                 |
|                                                     | Marcatori | 33’ Allbäck   |            |                                 |

| Copenaghen 13 maggio 2007, ore 18:00 UTC+1 30ª giornata | Copenaghen | 1 – 0 referto | Randers | Parken Stadium (20.194 spett.) |
| \| \| \| \| \| Aílton 28’ \| Marcatori \| \|            |            |               |         |                                |
|                                                         |            |               |         |                                |
| Aílton 28’                                              | Marcatori  |               |         |                                |

| Viborg 20 maggio 2007, ore 18:00 UTC+1 31ª giornata | Viborg    | 0 – 1 referto | Copenaghen | Viborg Stadion (5.039 spett.) |
| \| \| \| \| \| \| Marcatori \| 32’ Allbäck \|       |           |               |            |                               |
|                                                     |           |               |            |                               |
|                                                     | Marcatori | 32’ Allbäck   |            |                               |

| Copenaghen 24 maggio 2007, ore 19:00 UTC+1 32ª giornata                 | Copenaghen | 1 – 2 referto            | Esbjerg | Parken Stadium (22.442 spett.) |
| \| \| \| \| \| Thomassen 7’ \| Marcatori \| 16’ Vingaard 88’ Zimling \| |            |                          |         |                                |
|                                                                         |            |                          |         |                                |
| Thomassen 7’                                                            | Marcatori  | 16’ Vingaard 88’ Zimling |         |                                |

| Vejle 27 maggio 2007, ore 17:00 UTC+1 33ª giornata | Vejle | 0 – 0 referto | Copenaghen | Vejle Stadion (8.104 spett.) |

### Coppa di Danimarca
| Thisted 20 settembre 2006, ore 16:45 UTC+1 Terzo turno                                           | Thisted              | 1 – 1 referto  | Copenaghen | Lerpytter Stadion (5.813 spett.) |
| \| \| \| \| \| Nørregaard 37’ \| Marcatori \| 63’ Kristensen \| \| \| Tiri di rigore 0 – 3 \| \| |                      |                |            |                                  |
|                                                                                                  |                      |                |            |                                  |
| Nørregaard 37’                                                                                   | Marcatori            | 63’ Kristensen |            |                                  |
|                                                                                                  | Tiri di rigore 0 – 3 |                |            |                                  |

| Copenaghen 8 novembre 2006, ore 19:00 UTC+1 Quarto turno                          | Copenaghen | 3 – 1 referto | Esbjerg | Parken Stadium (10.814 spett.) |
| \| \| \| \| \| Berglund 24’, 48’ Nørregaard 41’ (rig.) \| Marcatori \| 4’ Bech \| |            |               |         |                                |
|                                                                                   |            |               |         |                                |
| Berglund 24’, 48’ Nørregaard 41’ (rig.)                                           | Marcatori  | 4’ Bech       |         |                                |

| Herning 12 aprile 2007, ore 20:00 UTC+1 Quarti di finale                                                      | Midtjylland | 2 – 3 (d.t.s.) referto                    | Copenaghen | SAS Arena (6.520 spett.) |
| \| \| \| \| \| Sørensen 17’ (rig.) Babatunde 40’ \| Marcatori \| 25’ Berglund 64’ Thomassen 102’ Hangeland \| |             |                                           |            |                          |
| |             |                                           |            |                          |
| Sørensen 17’ (rig.) Babatunde 40’                                                                             | Marcatori   | 25’ Berglund 64’ Thomassen 102’ Hangeland |            |                          |

| Lyngby 25 aprile 2007, ore 18:00 UTC+1 Semifinale                                             | Lyngby    | 2 – 3 referto                    | Copenaghen | Lyngby Stadion (7.119 spett.) |
| \| \| \| \| \| Christiansen 62’ Holst 82’ \| Marcatori \| 26’, 51’ Berglund 84’ Nørregaard \| |           |                                  |            |                               |
|                                                                                               |           |                                  |            |                               |
| Christiansen 62’ Holst 82’                                                                    | Marcatori | 26’, 51’ Berglund 84’ Nørregaard |            |                               |

| Copenaghen 17 maggio 2007, ore 15:00 UTC+1 Finale                      | Copenaghen | 1 – 2 referto         | Odense | Parken Stadium |
| \| \| \| \| \| Hutchinson 15’ \| Marcatori \| 36’ Borre 49’ Bechara \| |            |                       |        |                |
|                                                                        |            |                       |        |                |
| Hutchinson 15’                                                         | Marcatori  | 36’ Borre 49’ Bechara |        |                |

### Champions League
| Arbitro: | Dávila |

|                                       |           |  |
| Bergdølmo 64’ (rig.) Gravgaard 90'+3’ | Marcatori |  |

| Arbitro: | Egorov |

|                             |           |                            |
| Peltonen 41’ Puhakainen 79’ | Marcatori | 12’ Berglund 79’ Linderoth |

| Arbitro: | Mejuto González |

|               |           |                    |
| Hangeland 47’ | Marcatori | 37’, 84’ Huntelaar |

| Arbitro: | Fandel |

|  |           |                                      |
|  | Marcatori | 59’ Silberbauer 77’ (aut.) Vermaelen |

| Copenaghen 13 settembre 2006, ore 20:45 UTC+1 Girone eliminatorio, 1ª giornata | Copenaghen | 0 – 0 referto | Benfica | Parken Stadium\| Arbitro: \| Baskakov \| |
| Arbitro:                                                                       | Baskakov   |               |         |                                          |

| Arbitro: | Meyer |

|                   |           |  |
| Miller 36’ (rig.) | Marcatori |  |

| Arbitro: | Wegereef |

|                                       |           |  |
| Scholes 39’ O'Shea 46’ Richardson 73’ | Marcatori |  |

| Arbitro: | Stark |

|             |           |  |
| Allbäck 73’ | Marcatori |  |

| Arbitro: | Rosetti |

|                          |           |             |
| Léo 14’ Miccoli 16’, 37’ | Marcatori | 89’ Allbäck |

| Arbitro: | Layec |

|                                        |           |             |
| Hutchinson 2’ Grønkjær 27’ Allbäck 57’ | Marcatori | 75’ Jarošík |